# Ousama Rawi
Ousama Rawi (* 3. Mai 1939 in Bagdad) ist ein irakischstämmiger Kameramann beim internationalen Film.

## Leben und Wirken
Ousama ‘Ozzie’ Rawi kam als Kind nach Großbritannien und ging in Schottland zur Schule. In London angekommen, wurde er von Werbefirmen als sogenannter tea boy eingestellt und erhielt ab 1962 seine filmische Ausbildung als Junior Production Assistant. Bald darauf arbeitete er als Werbe- und Kurzfilm- sowie (ab 1964) als Wochenschaukameramann.
1971 fotografierte der Iraker dank des ihn protegierenden Hauptdarstellers und Mitproduzenten Michael Caine mit dem Krimi Malta sehen und sterben seinen ersten Spielfilm. Danach stand Rawi fünf Jahre lang bei einer Reihe von britischen (später auch US-amerikanischen, französischen und kanadischen) Filmen hinter der Kamera. Dabei handelte es sich durchgehend um konventionelle, wenngleich hochklassige Mainstreamproduktionen.
Nur wenige Jahre später verließ Rawi das Unterhaltungskino wieder und übersiedelte 1977 nach Kanada, wo er nahezu ausschließlich für die Werbung fotografierte und mit zwei Kanadiern eine Werbefirma gründete. 1985 kehrte Rawi vorübergehend zum Kino zurück und inszenierte den enttäuschenden Psychothriller „Blutiger Engel“.
1994 bezog er in Los Angeles seinen (nach Toronto) zweiten Wohnsitz, mit der Absicht, in Hollywood als Spielfilmkameramann Fuß zu fassen. Seit den ausgehenden 1990er Jahren steht er wieder regelmäßig bei Kinospielfilmen hinter der Kamera. Im neuen Jahrtausend fotografierte Rawi auch mehrere großangelegte Fernsehproduktionen mit historischem Hintergrund wie Die Tudors und Borgia.
Rawi war bis 1996 mit der britischen Schauspielerin Rita Tushingham verheiratet.

## Filmografie (Auswahl)
- 1963: Heads I Win (Kurzfilm, auch Co-Produktion)
- 1965: Daniele (Kurzdokumentarfilm)
- 1966: Zabaglione (Kurzfilm)
- 1968: A Little of What You Fancy (Dokumentarfilm)
- 1970: Two Boys and a Donkey (Kurzfilm)
- 1972: Malta sehen und sterben (Pulp)
- 1972: The 14
- 1973: Gold
- 1974: Die schwarze Windmühle (The Black Windmill)
- 1974: Alfie, der liebestolle Schürzenjäger (Alfie, Darling)
- 1974: Rachel’s Man
- 1975: Ein Mann rechnet ab (The Human Factor)
- 1975: Auf der Fährte des Adlers (Sky Riders)
- 1978: Power Play
- 1978: La petite fille en velours bleu
- 1978: Die letzte Offensive (Zulu Dawn)
- 1979: Charlie Muffin
- 1985: Blutiger Engel (A Judgment in Stone) (Regie)
- 1996: Jenseits des Schweigens (After the Silence) (TV)
- 1997: Parting Shots
- 1998: Blackheart
- 1998: Der Wunschbaum (The Wishing Tree)
- 1998: Die Silicon Valley Story (TV)
- 2000: Picknick (Picnic) (TV)
- 2000: Ruby’s Bucket of Blood (TV)
- 2001: Avenging Angelo
- 2002: The Pact (TV)
- 2002: Jasper, Texas (TV)
- 2003: DC 9/11: Time of Crisis
- 2003: Family Sins – Familie lebenslänglich (Family Sins) (TV)
- 2004: Vinegar Hill (TV)
- 2006–2008: Die Tudors (Fernsehserie)
- 2009: Ben Hur (Fernsehzweiteiler)
- 2010: Three Inches (TV)
- 2011: Sharpay’s fabelhafte Welt (Sharpay’s Fabulous Adventure) (TV)
- 2011: Bling Ring (TV)
- 2011–2013: Borgia (Fernsehserie)
- 2016: Anne auf Green Gables (Anne of Green Gables, Fernsehfilm)